# آسیاب‌آبی بندو ۱
آسیاب آبی بندو ۱ مربوط به دوره ساسانیان است و در شهرستان عسلویه، بخش مرکزی شهرستان عسلویه، روستای بندو واقع شده و این اثر در تاریخ ۲۸ اسفند ۱۳۸۵ با شمارهٔ ثبت ۱۸۶۵۷ به‌عنوان یکی از آثار ملی ایران به ثبت رسیده است.